# BJ Ojulari
Jamiu Bolaji Ojulari (Marietta, Georgia; 5 de abril de 2002) más conocido como BJ Ojulari, es un jugador profesional estadounidense de fútbol americano, se desempeña en la posición de linebacker en Arizona Cardinals, en la National Football League (NFL).

## Carrera
Hizo su debut profesional con el equipo Arizona Cardinals, lleva jugando una temporada, comenzó en el 2023.